# 边令诚
边令诚（？—756年），唐代宦官，安史之亂時誣陷大將高仙芝和封常清，致使二人被殺。

## 生平
安史之亂時，高仙芝、封常清派軍隊入關中駐守，在潼關抵擋安史軍入關中，唐玄宗任命邊令誠為监门将军至陝州監軍，开唐代宦官监军之先，玄宗先後命斬封常清、高仙芝，高仙芝死前說：「我遇敵而退，死則宜矣。今上戴天，下履地，謂我盜減糧賜則誣也。」士卒皆呼冤枉。高仙芝與封常清同時被斬，哥舒翰後繼守潼關。安祿山陷長安，崔光遠、邊令誠等人開門納賊，後又逃出長安，於肅宗所不容，斬首示眾。